# АРП5Т
Электровоз АРП5Т — аккумуляторный электровоз, предназначенный для транспортирования составов вагонеток по горизонтальным откаточным выработкам шахт и рудников с уклоном до 0,005 и радиусом закругления рельсовых путей не менее 8 м, в которых действующими правилами безопасности разрешена эксплуатация электрооборудования в рудничном исполнении повышенной надежности (РП).
Электровоз АРП5Т может применяться для маневровых работ в околоствольных дворах, на обменных пунктах и на поверхности шахт и рудников при температуре окружающей среды не ниже −50 °С.

## Устройство электровоза
Электровоз АРП5Т является двухосной самоходной тележкой с одной кабиной.
Основные сборочные единицы, входящие в состав электровоза АРП5Т, приведены в таблице:
| Наименование сборочных единиц | Количество, шт. |
| ----------------------------- | --------------- |
| Рама в сборе                  | 1               |
| Привод                        | 2               |
| Тормозная система             | 1               |
| Песочная система              | 1               |
| Сиденье машиниста             | 2               |
| Сцепка                        | 1               |
| Батарейный ящик               | 2               |
| Комплект электрооборудования  | 1               |

Рама является несущей частью электровоза, на которой смонтировано все механическое и электрическое оборудование. На лобовинах рамы установлены пружинные буферные устройства, служащие для сцепления электровоза с составом, а также для смягчения удара при соударениях с вагонетками. В передней части рамы находится кабина машиниста, в которой установлены: механический звонок, дублирующий работу звукового электрического сигнализатора, сиденье машиниста, контроллер, при помощи которого производится управление электровозом и показывающий прибор скоростемера. На раме смонтированы: тормозная система, песочная система и электрооборудование. В верхней части рамы расположены три роликовые опоры и две направляющие для установки и крепления батарейного ящика.
Электровоз имеет два независимых привода, в состав которых входят: электродвигатель, редуктор, колесная пара и буксы. На одном из приводов устанавливается датчик скоростемера.
Электровоз оборудован двумя независимыми системами торможения: четырехколодочным механическим тормозом с ручным приводом и электродинамическим тормозом.
Песочная система электровоза состоит из четырех песочниц, поперечных и продольных тяг, соединенных с рычагами управления. Песочницы оборудованы рыхлителями, не допускающими уплотнение песка.
Сиденье машиниста имеет регулировку по наклону и высоте.
Батарейный ящик сварной конструкции со съемными крышками защищает размещаемые в нем аккумуляторы (элементы) от попадания на них посторонних предметов или шахтной воды в обводненных выработках. Съемные крышки запираются замком, который может быть открыт только с помощью находящегося у машиниста специального ключа. Внутренние поверхности ящика и крышек покрыты изоляционным материалом. Для проветривания надэлементного пространства, а также удаления попавшей внутрь жидкости в соответствующих местах ящика имеются вентиляционные и дренажные отверстия.
Батарейный ящик может комплектоваться как щелочными никель-железными (ТНЖШ), так и кислотными (PzS) тяговыми аккумуляторными батареями.
К комплекту электрооборудования электровоза АРП5Т относятся:
автоматический выключатель ВРВ-150М2 (ВАБ);
тяговые электродвигатели ДРТ-10 (ДРТ-10А);
контроллер КРВ-2М (КР);
блок резисторов взрывобезопасный БРВ-1М (БР);
блок диодов БД;
фара рудничная электровозная ФРЭ1.0А;
скоростемер СР.

### Автоматический выключатель
Автоматический выключатель ВРВ-150М2 (ВАБ) предназначен для подсоединения аккумуляторной батареи к силовым цепям электровоза или к зарядному устройству, а также для защиты её от токов короткого замыкания.
Техническая характеристика выключателя ВРВ-150М2 (ВАБ):
| Номинальное напряжение, В       | 300    |
| Номинальный (длительный) ток, А | 150    |
| Ток расцепителя, А              | 600±90 |

### Тяговые электродвигатели
Тяговые электродвигатели ДРТ-10 (ДРТ-10А) реверсивные, последовательного возбуждения, взрывобезопасного исполнения «РВ».
Техническая характеристика часового режима электродвигателей ДРТ-10 (ДРТ-10А):
| Номинальное напряжение, В | 105  |
| Мощность, кВт             | 10   |
| Ток, А                    | 116  |
| Частота вращения, об/мин  | 1575 |

### Контроллер
Контроллер КРВ-2М (КР) предназначен для управления тяговыми двигателями, освещением, сигнализацией и аппаратурой частного управления стрелками.
Контроллер КРВ-2М (КР) представляет собой взрывонепроницаемую оболочку с коробкой вводов. На боковой крышке размещаются рукоятка выбора направления движения, рукоятка управления двигателями, переключатель освещения «дальний- ближний», кнопка включения звукового сигнала, переключатель стрелочных переводов и педаль бдительности.
Техническая характеристика контроллера КРВ-2М (КР):
| Номинальное напряжение, В — силовых цепей — цепей управления                  | 300 150 |
| Номинальное ток, А: — кулачкового элемента — цепей освещения                  | 150 4   |
| Число контактов: — главного барабана — реверсивного барабана — блок-контактов | 7 8 1   |

### Блок резисторов
Блок резисторов БРВ-1М (БР) входит в состав системы электродинамического торможения электровоза.
Техническая характеристика блока резисторов БРВ-1М (БР):
| Номинальное напряжение, В                 | 250      |
| Сопротивление ступеней, Ом: R1- R2 R3- R4 | 250 0,75 |

### Блок диодов
Блок диодов БД предназначен для уменьшения числа коммутирующих контактов при пуске и торможении электродвигателей электровоза и для осуществления бесконтактной коммутации электрических цепей.

### Фара рудничная электровозная
Фара рудничная электровозная ФРЭ1.0А предназначена для освещения пути перед электровозом.
Техническая характеристика фары:
| Номинальное напряжение, В                | 24                                                                 |
| Источники света: — основной — сигнальный | светодиод Cree EDEW 3 шт. по 4.1 В светодиод Cree EDEW 1 шт. 4.1 В |
| Сила света, кд, не менее                 | 4400                                                               |
| Угол рассеивания, град, не менее         | 8                                                                  |

### Скоростемер
Скоростемер СР предназначен для отображения скорости движения электровоза и учета пройденного им пути.
В состав скоростемера входят:
 — первичный преобразователь (датчик);
 — вторичный преобразователь (показывающий прибор).
Техническая характеристика скоростемера СР:
| Диапазон измерений, км/ч: предельный рабочий | 25 4-20 |

Электрическая схема электровоза АРП5Т обеспечивает:
- плавный разгон и регулирование скорости движения;
- плавное электродинамическое торможение;
- реверсирование электродвигателей;
- автоматический перевод электродвигателей после окончания разгона на естественную характеристику;
- начало движения только с нулевого положения ходовых рукояток («нулевая блокировка»);
- невозможность управления электровозом вне кабины;
- управление освещением, звуковой и световой сигнализацией при движении и на стоянках;
- защиту силового и вспомогательного электрооборудования от перегрузок и короткого замыкания;
- контроль степени разряда аккумуляторной батареи;
- контроль сопротивления изоляции аккумуляторной батареи при отключенном автомате, а также всего электрооборудования во время движения электровоза.

## Техническая характеристика электровоза
Параметры (допустимое отклонение ±10 %):
- Сцепной вес: 5,5 т
- Параметры часового режима:
  - мощность тяговых двигателей: 20,0 кВт
  - скорость движения средняя: 6,9 км/ч
  - сила тяги: 9,0 кН
- Скорость движения максимальная: 14,0 км/ч
- Ширина колеи: 550, 575, 600, 750, 900 мм
- Жёсткая база: 1000 мм
- Габаритные размеры, не более:
  - длина: 3800 мм
  - ширина: 1050 мм
  - высота: 1350 мм
- Клиренс: 95 мм
- Диаметр колеса по ободу катания: 540 мм

Общая безопасность против взрыва рудничного газа или пыли обеспечивается применением в электровозе АРП5Т всех электрических аппаратов и двигателей во взрывобезопасным исполнении (РВ), а аккумуляторных батарей — в исполнении повышенной надёжности (РП).